# Colt Model 1903 Pocket Hammer
Colt Model 1903 Pocket Hammer самозарядний пістолет з коротким ходом стволу розроблений американським конструктором Джоном Браунінгом. Це була компактна версія пістолета Colt Модель 1902 Sporting Model, як в стою чергу була створена на основі пістолета Colt M1900. Colt M1902 Sporting Model та 1903 Pocket Hammer сильно відрізняються від військової моделі Colt 1902 Military Model, хоча стріляють однаковими набоями. Його конструкція не пов'язана з пістолетами Colt Model 1903 Pocket Hammerless або FN Model 1903.

## Історія
На перший погляд цей пістолет більше схожий на більш пізній Colt 1911 ніж на Colt 1902 Sporting Model на основі якого його було розроблено. Однак, зовнішній огляд може показати багато розбіжностей з Model 1911: відсутність будь-яких запобіжників та замка затвора, засувка магазина розташована в нижній частині руків'я, а не у вигляді кнопки збоку, а також наявність клина для кріплення затвора. Замкова система має дві ланки на відміну від однієї ланки, як у пістолета M1911. Дві ланки (одна за дулом, інша під патронником) розмикали ствол під час руху, що дуже схоже на рух паралельної лінійки. Недоліком цієї конструкції була необхідність наявності в затворі поперечного клина біля дульного зрізу для збирання і розбирання. Якщо затвор трісне або клин відірветься, затвор може вилетіти з рами назад і травмувати стрілка. Конструкція обмежувала потужність набою, який можна було використовувати. 
Пістолет заряджався набоєм .38 ACP, про що зазначалося на штампі на затворі "Calibre 38 rimless smokeless". Набій .38 ACP був менш потужним за набій 9×19mm Parabellum і зараз його вважають застарілим, оскільки зараз не випускають зброю під набій .38 ACP. При використанні закритого затвора конструкція замикання була не дуже міцною і в 1929 році його замінив пістолет M1911A1 під набій .38 Super.
Набої .38 ACP (або .38 Auto) та .38 Super мають гільзи з ідентичними параметрами, єдина різниця між ними в робочих тисках. Було б нерозумно використовувати, заводські набої .38 Super в будь-якому пістолеті серії M1900. (1900, 1902, 1903.) .38 Super, з іншого боку, часто може добре працювати з набоями .38 ACP. Для нормальної роботи він може потребувати менш потужну поворотну пружину.
Спочатку популярні, продажу моделей .38 ACP впали з появою M1905 .45, а потім M1911 привів до того, що продажі .38 практично припинилися. Кольт перераховував його в своєму щорічному каталозі доти, поки існуючі деталі не були витрачені на початку 1920-х.
Виробництво Моделі 1903 Pocket Hammer, яка була вкороченою версією 1902 Sporting Model, було розпочато в 1904 році (в 1903 році була випущена лише сотня екземплярів). До 1917 року кожний рік випускали приблизно від 1200 до 2300 одиниць коли виробництво різко скоротилося через Першу світову війну. До кінця 1907 року використовувалися закруглені короткі курки, але Кольт через зацікавленість військових і, очевидно, громадськості, встановив низькопрофільні курки зі шпорою (через ці вимоги до випробувальних пістолетів Моделі 1907, це були модифікована Модель 1905, із запобіжником на руків'ї), які почали встановлювати на всіх своїх самозарядних пістолетах з відкритими курками, які вони продовжували випускати: Модель 1903 Pocket Hammer, Модель 1902 Military та Модель 1905 .45 ACP. Таким чином закруглені курки на пістолетах Colt 1903 Pocket Hammers допоможуть ідентифікувати з першого погляду 1903-1907 роками.
На відміну від Спортивної Моделі з якої його розробили та Військової Моделі 1902, які відповідно мали фрезеровані канавками на затворі та рубчастими насічками на затворі, модель 1903 Pocket Hammer канавки були нанесені задній частині затвора. Перші пістолети мали фрезеровану конфігурацію, як у моделі 1902 Sporting Models, але Кольт перейшов на задній зріз затвора навесні 1905 року. Фрезованих пістолетів 1903 Pocket Hammer було випущено приблизно 1700 одиниць, що робить їх дуже рідкісними.
Серійні номери 1903 Pocket Hammer починалися з 19999 в 1903 році та йдуть в зворотному напрямку до 16000 до 1906 року. Після цього, серійні номери пішли з 20000 і закінчилися на 47227 в 1927 році коли виробництво було припинено. Було випущено приблизно 29237, що дорівнювало виробництву пістолетів .38 калібру в 1900 та 1902 роках.  До Першої світової війни пістолет заповнював нішу, даючи змогу мати потужний набій у більш легкому та меншому пістолеті. Проте, в 1909 році з'явився пістолет Кольт 1903/08 Pocket Hammerless під набій .380 ACP (набій меншої потужності ніж .38 ACP, але підходить для використання у невеликих пістолетах з вільним затвором). Продажі пістолета .380 Pocket Hammerless перевищили продажі Pocket Hammer, але пістолет 1903 залишався популярним, скоріш за все через набій .38 ACP, який все ще був потужнішим за набій .380 ACP.  Проте, Перша світова війна уповільнила виробництво та після зростання виробництва до 3200 екземплярів в 1920 році, продажі сильно впали і пістолет 1903 Pocket Hammer вийшов з використання, в той час як менші моделі 1903 .380 та .32 ACP Pocket Hammerless процвітали.
Лише невелика кількість пістолетів 1903 Pocket Hammer використовували військові, і то лише в якості додаткової зброї.  Проте, цей пістолет добре продавався в Мексиці до і, можливо, під час Мексиканської революції (1910–1920) тому багато з них потрапили до військових та міліції. Крім того, деяку кількість придбали для філіппінської поліції в 1920-х роках.